# Albert Dagnaux
Albert Marie Adolphe Dagnaux est un peintre français, né à Paris le 10 juillet 1861 et mort à Mantes-la-Jolie le 22 novembre 1933.

## Biographie

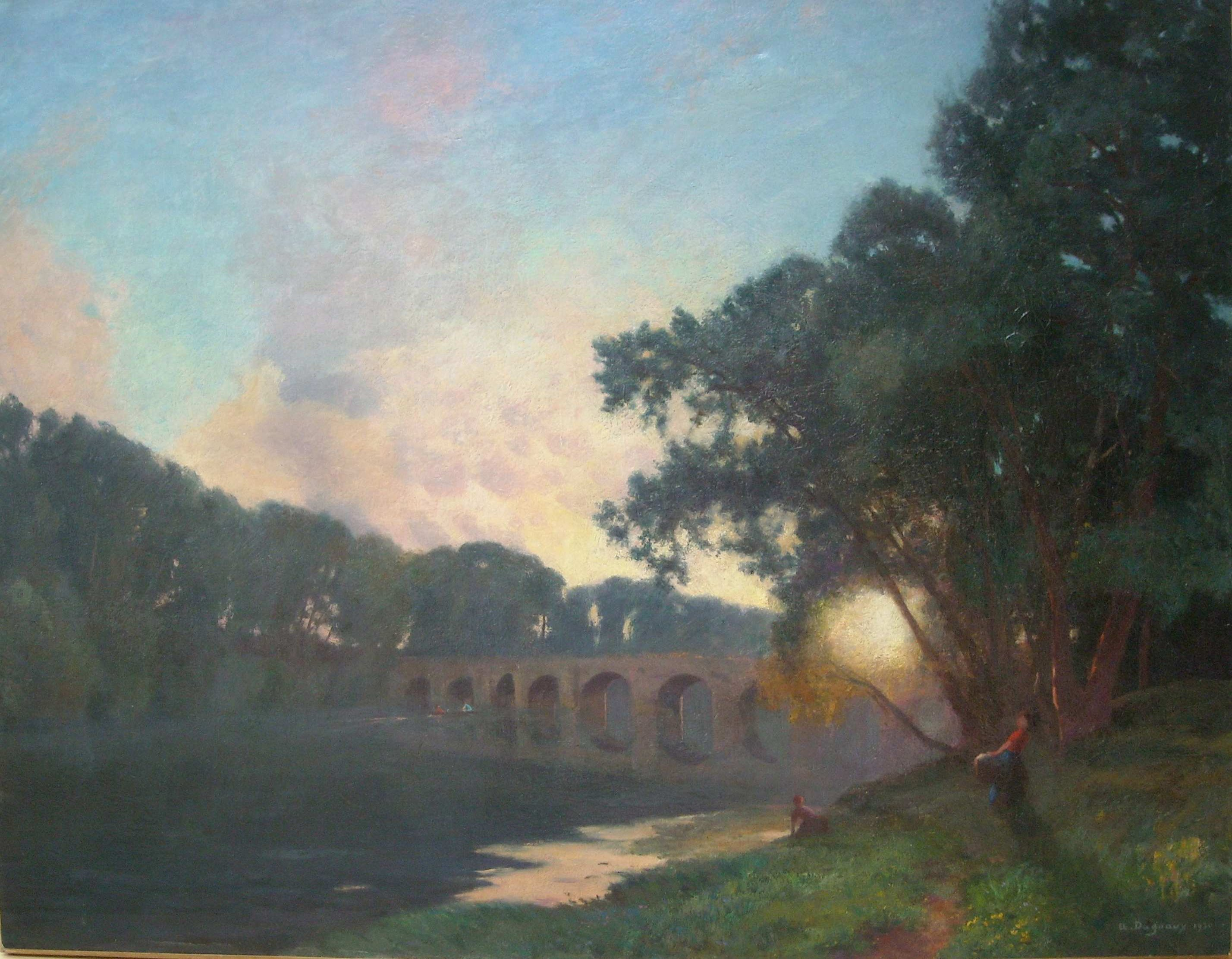
Lavandières au pont de Mantes, collections municipales de la ville de Limay.

Albert Marie Adolphe Dagnaux est né dans le 16e arrondissement de Paris le 10 juillet 1861 d'Eugène Dagnaux (mort en 1871) et d'Angeline Torriani (morte en 1920), propriétaires du petit restaurant le Dagnaux de la rue de l'Ancienne-Comédie dans le 6e arrondissement de Paris. Son frère aîné Charles est bijoutier à Paris.
À partir de 1878, Albert Dagnaux étudie à l'École des beaux-arts de Paris dans l'atelier d'Ernest Victor Hareux et est aussi élève d'Alfred Roll.
Il expose son tableau Gentilly, quatre heures du soir au Salon des artistes français de 1883, mais ne reçoit aucune récompense avant d'y être classé en hors concours en 1895.
En 1890, il quitte ce Salon pour entrer à la Société nationale des beaux-arts, alors fondée entre autres par Jean-Louis-Ernest Meissonier. Cette même année, il commence à être reconnu et apprécié par la critique de l'époque.
Son premier grand succès est le tableau Avenue du Bois de Boulogne - club des Pannés au Salon de 1893.
Il participe à l'Exposition universelle de 1900 en présentant le tableau Le Jardin du général aux Invalides, puis épouse Marie Esteva en 1901. D'origine espagnole, elle est née en 1867 à Audincourt.
Il a vécu au 21, avenue Victor-Hugo puis au 50, rue Saint-Didier à Paris, puis pendant plus de vingt ans à Mantes-la-Jolie à la porte au prêtre au 21, rue des Cordeliers, où il meurt le 22 novembre 1933. Il est enterré au cimetière Duhamel de la ville.

## Œuvres

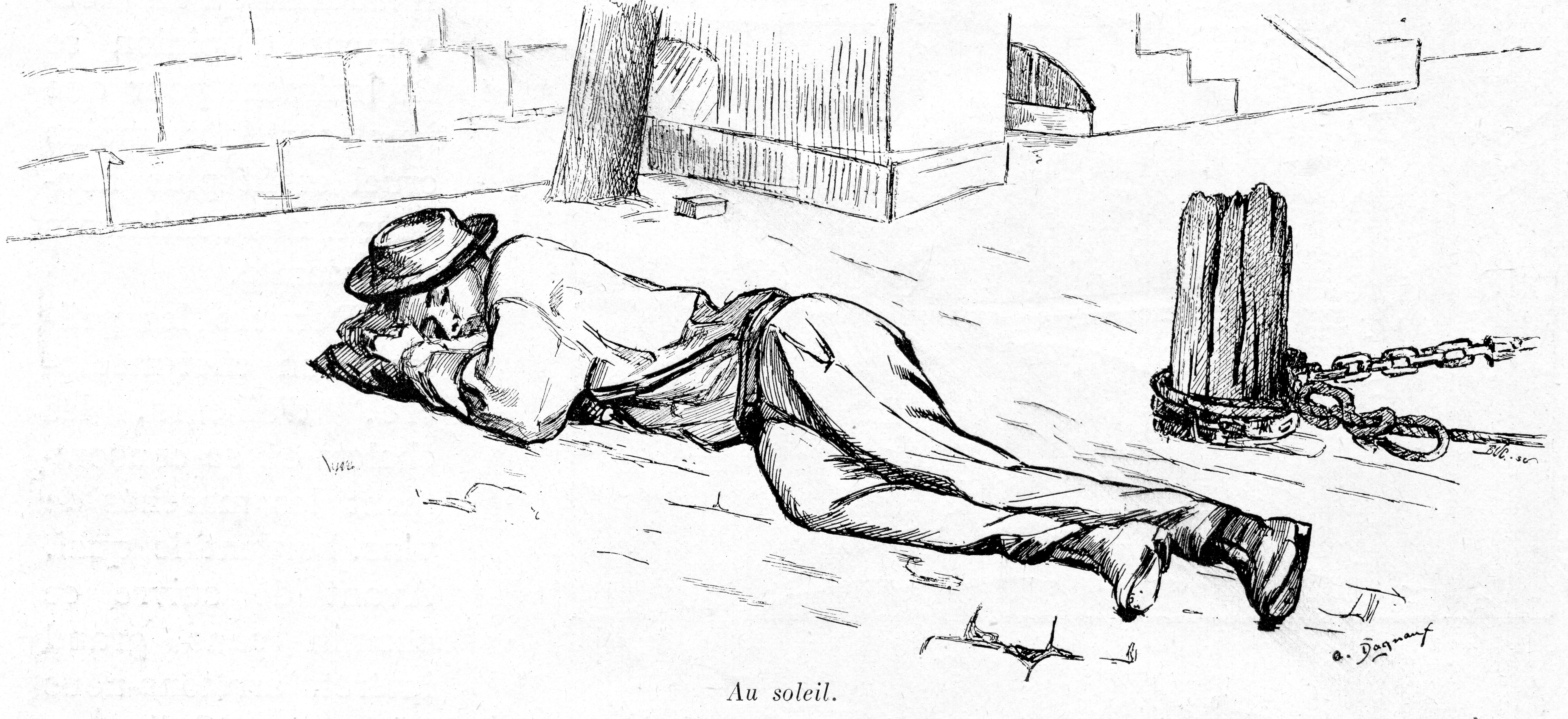
Au soleil, dessin publié dans Paris en plein air, Bibliothèque universelle en couleurs, 1897.

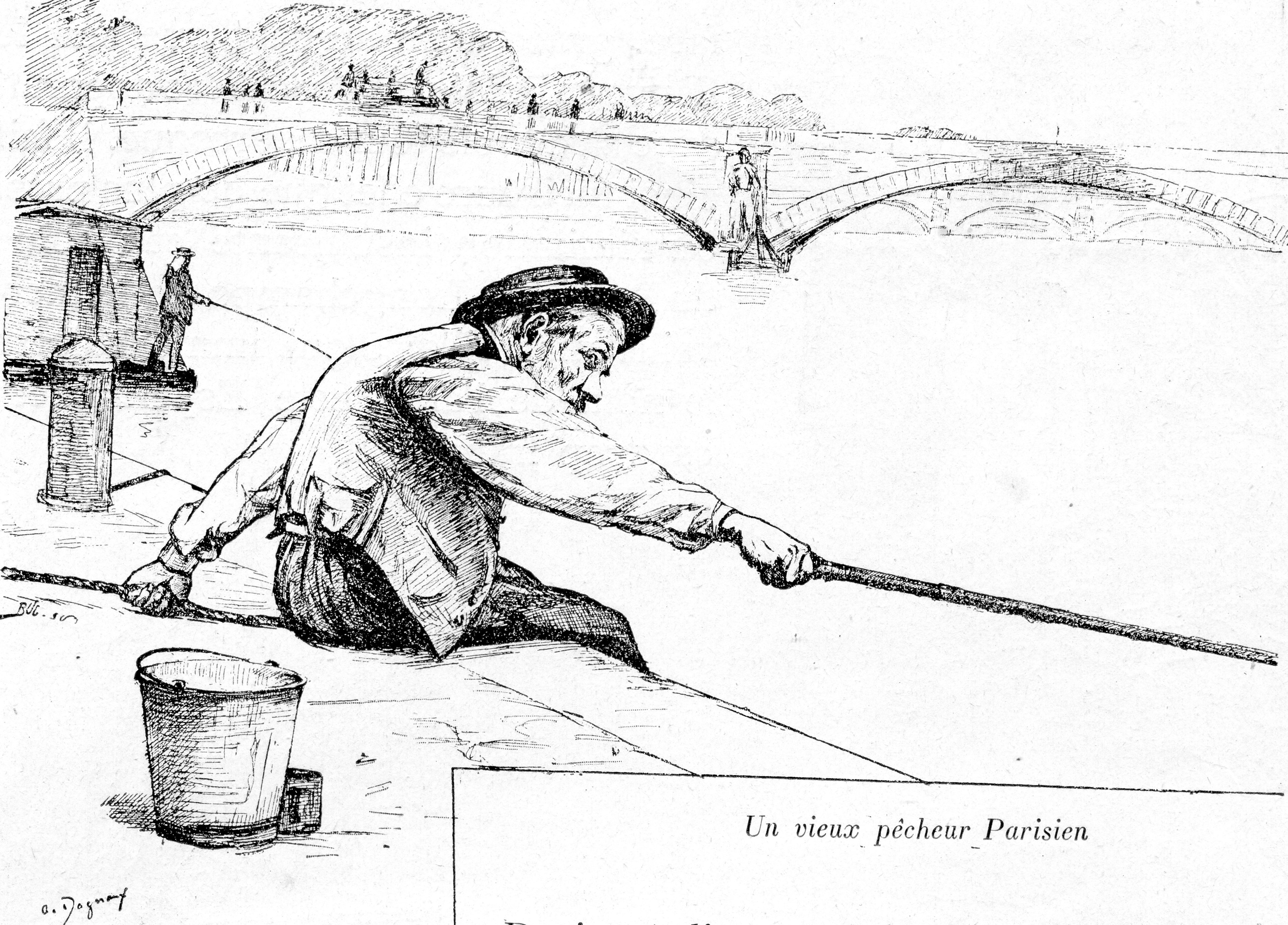
Un Vieux pêcheur Parisien, dessin publié dans Paris en plein air, Bibliothèque universelle en couleurs, 1897.

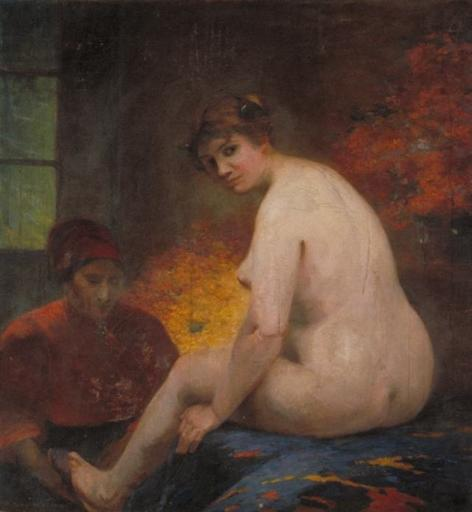
Lucette (1918), huile sur toile, musée des beaux-arts de Bordeaux.

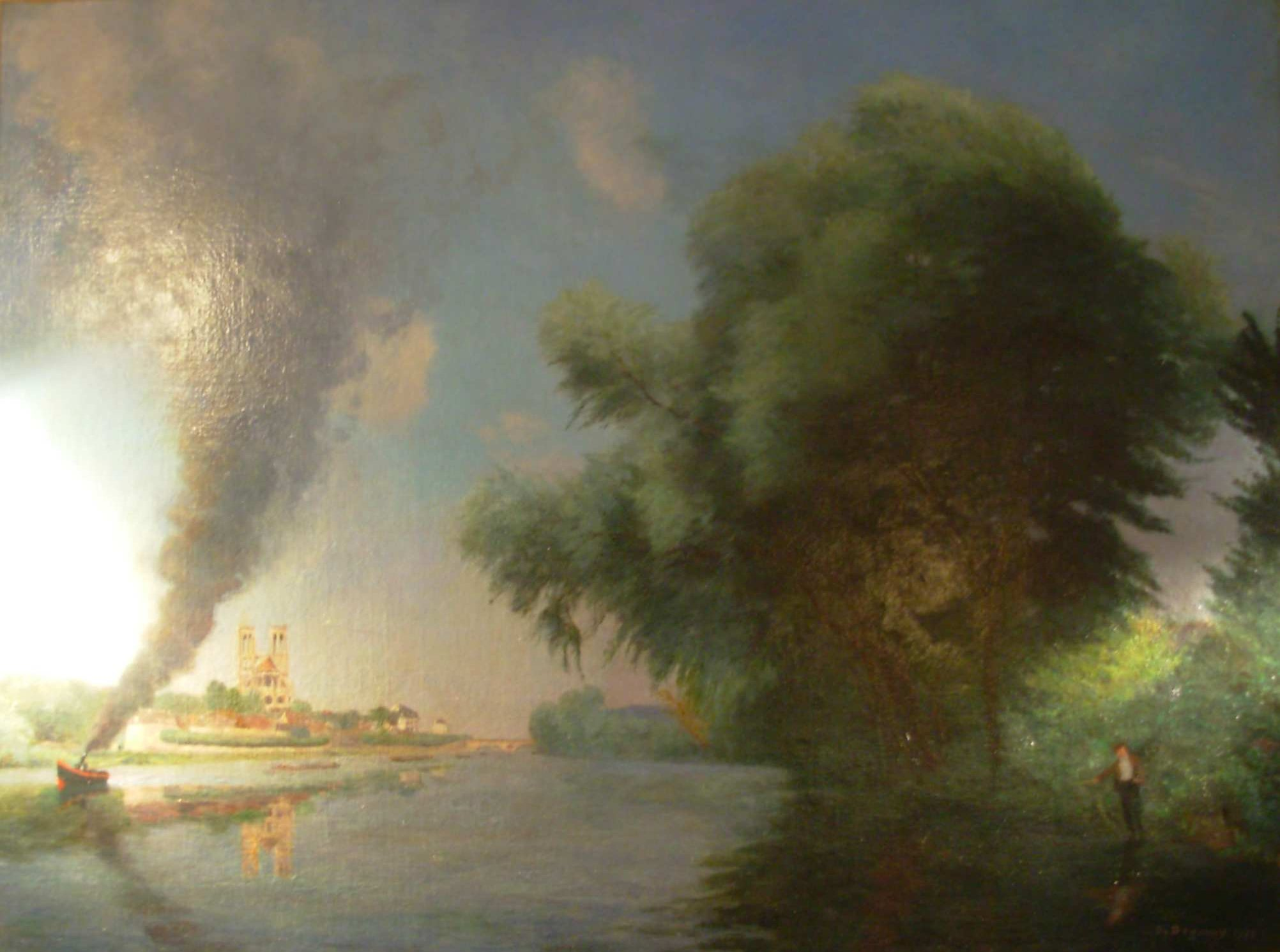
Collégiale de Mantes-la-Jolie (1933), collection particulière.

Albert Dagnaux a, entre autres, réalisé les fresques en trois panneaux du réfectoire du lycée Fénelon de Paris. Le premier, Ronde de jeunes filles ou Les Jeux de l'enfance et de la jeunesse est vendu à l'État en 1905 pour 6 000 Francs. L'œuvre est achevée en 1919 avec les panneaux Le Nid et Le Martin-pêcheur, commandés en 1914 pour 6 000 Francs.
Il a participé, à partir d'août 1881, sous la direction de Louis et Pierre Carrier-Belleuse, à la réalisation d'un panorama de 125 m de long et 16 m de haut représentant la cinquième apparition de la Vierge à Bernadette Soubirous,.
Parmi ses œuvres référencées, on compte,, :
- 1880 : La Boulangère au fourneau, huile sur bois, 41 × 32 cm (collection particulière)
- 1883 : Gentilly, quatre heures du soir (localisation actuelle inconnue)
- 1885 : Autoportrait, pastel, 68 × 35 cm (collection particulière)
- avant 1888 : Portrait de M. Piquée (localisation actuelle inconnue)
- 1889 : Quai aux fleurs, 200 × 150 cm (musée d'Annecy)
- 1891 : Le Bossu, 132 × 88 cm (collection particulière)
- 1893 : Avenue du Bois de Boulogne - club des Pannés, 213,5 × 305 cm (collection particulière)
- 1893 : Hiver 93 (musée de Cambrai)
- 1894 : Lac de Gérardmer, Vosges (collection particulière)
- 1895 : L'Âne (localisation actuelle inconnue)
- 1895 : Le Jardin du général aux Invalides
- 1896 : Femme qui se chauffe, huile sur toile, 81 × 65 cm (collection particulière)
- 1898 : Nu, huile sur toile, 105 × 85 cm, (palais des beaux-arts de Lille)
- 1898 : Veuve Goumain, marchande de citrons, huile sur toile, 160 × 130 cm (collection particulière)
- 1901 : Étude de nu, 105 × 85 cm (palais des beaux-arts de Lille)
- 1905 : Ronde de jeunes filles ou Les Jeux de l'enfance et de la jeunesse, 310 × 536 cm (lycée Fénelon de Paris)
- 1906 : Les Lavandières, huile sur toile, 150 × 200 cm (Mantes-la-Jolie, Musée de l'Hôtel-Dieu)
- 1906 : Lever de lune (Mantes) (localisation actuelle inconnue)
- 1907 : Bœufs à l’abreuvoir (Mantes) (localisation actuelle inconnue)
- 1907 : L’Allée de marronniers (Mantes) (localisation inconnue)
- 1907 : Les Dernières feuilles (Mantes), 105 × 85 cm (musée des beaux-arts de Reims)
- 1907 : La Maison carrée (soleil couché) (Mantes) (localisation inconnue)
- 1908 : Soleil couchant à Tu-es-Roc, huile sur toile, 73 × 92 cm (collection particulière)
- 1908 : Le Calvaire, estampe en couleurs, 35,5 × 45 cm (Paris, bibliothèque nationale de France)
- 1910 : Abside de la cathédrale ; Mantes (préfecture de Toulouse)
- 1912 : Fin de journée, huile sur toile, 170 × 200 cm (Mantes-la-Jolie, Musée de l'Hôtel-Dieu)
- 1918 : Lucette huile sur toile, 120 × 112 cm (musée des beaux-arts de Bordeaux)
- 1919 : Le Martin-pêcheur, 320 × 310 cm (lycée Fénelon de Paris)
- 1919 : Le Nid, 320 × 310 cm (lycée Fénelon de Paris)
- 1921 : Le Vieux Saule (Mantes-la-Jolie), huile sur toile, 92 × 130 cm (collection particulière)
- 1928 : Paysage parisien (le Vert-Galant), huile sur toile, 65,5 × 81,5 cm (collection particulière)
- 1933 : Paysage au bord de Seine, avec vue sur la collégiale de Mantes-la-Jolie, huile sur toile, 88 × 120 cm (collection particulière)
- Lavandières au pont de Mantes, huile sur toile, 89 × 117 cm (ville de Limay)
- Bords de Seine à Mantes (effet de soleil) (localisation inconnue)
- Bords de Seine à Mantes (effet d'orage) (localisation inconnue)
- Paysage sur la Seine, huile sur toile, 26 × 42 cm (collection particulière)
- Vue de Pontoise, huile sur toile, 59 × 44 cm (œuvre détruite)
- Femme nue, assise de dos (Paris, musée d'Orsay)
- Brouillard sur le vieux pont de Mantes, huile sur toile, 73 × 92 cm (collection particulière)

## Postérité
Une allée de Mantes-la-Jolie porte son nom.
D'octobre 2009 à mars 2010, le Musée de l'Hôtel-Dieu de Mantes-la-Jolie lui a consacré une exposition, intitulée « Albert Dagnaux, entre naturalisme et expressionnisme ».